# NGC 452
NGC 452 is een balkspiraalstelsel in het sterrenbeeld Vissen. Het hemelobject ligt 228 miljoen lichtjaar (70 × 106 parsec) van de Aarde verwijderd en werd op 22 november 1827 ontdekt door de Britse astronoom John Herschel.

## Synoniemen
- GC 252
- IRAS 01134+3046
- 2MASX J01161484+3102019
- h 96
- MCG +05-04-010
- PGC 4596
- UGC 820
- VV 430
- ZWG 502.20
- KCPG 28B